# Selwyn District
Der Selwyn District ist eine zur Region Canterbury gehörende Verwaltungseinheit in Neuseeland. Der Rat des Distrikts, Selwyn District Council (Distriktrat) genannt, hat seinen Sitz in der Stadt Rolleston, ebenso wie die Verwaltung des Distrikts.

## Namensgebung
Der Distrikt erhielt seinen Namen durch den Selwyn River/Waikirikiri, der wiederum seinen Namen von George Augustus Selwyn, dem ersten anglikanischen Bischof Neuseelands, verliehen bekamen.

## Geographie

### Geographische Lage
Der Selwyn District verfügt über eine reine Landfläche von 6381 km² und ist damit der viertgrößte Distrikt der Region Canterbury. Zum Census im Jahr 2013 zählte der Distrikt 44.595 Einwohner und brachte es damit auf eine Bevölkerungsdichte von 7,0 Einwohner pro km².
Im Nordwesten grenzt der Distrikt an den Westland District an, der zur Region West Coast gehört. Im Südwesten bildet der Ashburton District die gemeinsame Grenze und im Nordosten tut dies der Hurunui District sowie der Waimakariri District. Östlich grenzt das Stadtgebiet von Christchurch City an und die südöstlich Grenze bildet die Küstenlinie des Pazifischen Ozeans.
Landschaftlich bestimmend ist im Südosten des Distrikts die weite Ebene der Canterbury Plains zwischen dem Rakaia River und dem Waimakariri River. Der nordwestliche Teil des Distrikts wird dagegen durch die Neuseeländischen Alpen und deren östlichen Ausläufern bestimmt. Der höchste Berg des Distriktes ist der 2408 m hohe Mount Murchison. Ihn umgeben zahlreiche weitere Zweitausender-Gipfel. Südlich vom Mount Murchison liegt der zweitgrößte See des Distrikts, der Lake Coleridge. Der größte See, Lake Ellesmere / Te Waihora, liegt an der Küste.
Der größte Ort des Distrikts ist mit 9555 Einwohnern Rolleston, gefolgt von Lincoln mit 3924, Darfield mit 1935, Leeston mit 1935 und dem Burnham Military Camp mit 1089 Einwohnern. Alle anderen Orte liegen unterhalb von 1000 Einwohnern.

### Klima
Die Hälfte des Selwyn District liegt komplett im Windschatten der westlich liegenden Neuseeländischen Alpen. Mit um die 700 mm Niederschlag pro Jahr ist der Teil vergleichsweise trocken. Weiter westlich sind Niederschlagsmengen jenseits von 1200 mm, in den Alpenregionen über 2000 mm zu rechnen. Die durchschnittlichen Tagestemperaturen im Sommer liegen im östlichen Teil zwischen 20 °C und 24 °C, im westlichen Teil zwischen 11 °C und 16 °C je nach Höhenlage. Mit Ausnahme der Küstenregion liegen die durchschnittlichen Tagestemperaturen im Hinterland im Winter im einstelligen Minusbereich, an der Küste und im östlichen Teil der Ebene dagegen zwischen 1 °C und 4 °C. Die jährliche Sonnenscheindauer beträgt im östlichen Teil zwischen 2000 uns 2050 Stunden und im westlichen Teil zwischen 1500 und 1800 Stunden je nach Höhenlage.

## Geschichte
Im Jahre 1876 wurde Neuseeland verwaltungstechnisch in 63 Counties aufgeteilt. Der daraufhin 1877 gegründete Selwyn County Council hatte zuerst seinen Sitz in der Stadt Christchurch, zerfiel dann aber aufgrund von neuen Zuständigkeiten und wurde in den Jahren bis 1911 verkleinert. Im Jahre 1963 wurden der Selwyn County und der Malvern County zusammengelegt und im Oktober 1989 im Zuge der Verwaltungsreform mit dem Ellesmere County und einem Teil des Paparua County zum Selwyn District Council vereint.

## Bevölkerung

### Bevölkerungsentwicklung
Von den 44.595 Einwohnern des Distrikts waren 2013 3036 Einwohner Māori-stämmig (6,8 %). Damit lebten 0,5 % der Māori-Bevölkerung des Landes im Selwyn District. Das durchschnittliche Einkommen in der Bevölkerung lag 2013 bei 36.100 NZ$ gegenüber 28.500 NZ$ im Landesdurchschnitt.

### Herkunft und Sprachen
Die Frage nach der Zugehörigkeit einer ethnischen Gruppe beantworteten in der Volkszählung 2013 91,9 % mit Europäer zu sein, 7,0 % gaben an, Māori-Wurzeln zu haben, 1,2 % kamen von den Inseln des pazifischen Raums und 3,2 % stammten aus Asien (Mehrfachnennungen waren möglich). 16,9 % der Bevölkerung gab an in Übersee geboren zu sein. 1,2 % der Bevölkerung sprachen Māori als zweithäufigste Sprache nach Englisch, unter den Māori 9,6 %.

## Politik

### Verwaltung
Der Selwyn District ist noch einmal in vier Wards unterteilt, dem Selwyn Central Ward, dem Malvern Ward, dem Springs Ward und dem Ellesmere Ward. Die elf Councillors (Ratsmitglieder), die sich auf die vier Wards verteilen, bilden zusammen mit dem Mayor (Bürgermeister) den Distrikt Council (Distriktrat) und werden alle drei Jahre neu gewählt.

### Städtepartnerschaften
Der Selwyn District unterhält fünf Städtepartnerschaften:
- Akitakata, Präfektur Hiroshima, Japan, Japan, seit 9. September 1992
- Shandan, Province Gansu, Volksrepublik China, seit 26. November 2009
- Coventry, Rhode Island, Vereinigte Staaten
- White Mountains, New Hampshire, Vereinigte Staaten

- Yūbetsu, Hokkaidō, Japan, Friendly City Agreement seit 14. Juli 2000

## Wirtschaft
Die Landwirtschaft und Lebensmittelproduktion stellt mit einem Anteil von fast 30 % am Gross Domestic Product (GDP) (Bruttoinlandsprodukt) den größten Wirtschaftszweig des Distrikts dar. Fast jeder Dritte Arbeitsplatz kommt aus diesem Wirtschaftszweig. Der Tourismus gehört mit zu den wachsenden Geschäftsfeldern, da der Wintersport, der Besuch der Naturlandschaften, Klettern und Mountainbiking im Distrikt Zuspruch erfährt.

## Infrastruktur

### Verkehr

#### Straßenverkehr
Verkehrstechnisch angeschlossen ist der Distrikt durch den New Zealand State Highway 1, der von Südwesten kommend den Distrikt in nordöstlicher Richtung durchquert und mit Christchurch verbindet. Der State Highway 73 zweigt vom State Highway 1 ab und bindet den westlichen Teil des Distrikte an, führt über den Arthur’s Pass und stellt darüber eine Verbindung zur Westküste her. Der State Highway 77 stellt lediglich eine Querverbindung her.

#### Schienenverkehr
Parallel zum State Highway 1 verläuft die Eisenbahnlinie des South Island Main Trunk Railway, der den Distrikt mit Invergarcill im Süden und Christchurch im Norden sowie weiteren nördlichen Landesteilen der Südinsel verbindet. Auf dieser Eisenbahnstrecke werden aber lediglich Güter transportiert.

### Bildungswesen
Neuseelands drittälteste Universität befindet sich in Lincoln. Die Lincoln University wurde 1878 unter der Bezeichnung School of Agriculture (Schule für Landwirtschaft) gegründet und war ursprünglich dem Canterbury College angegliedert. Im Jahre 1961 wurde die Bildungseinrichtung in Lincoln College umbenannt. Im Jahre 1990 wurde das College dann eigenständig und in Lincoln University umbenannt.